# Sepia (barwnik)
Sepia – czarnobrązowy barwnik otrzymywany z woreczka czernidłowego mątwy (obecnie wytwarzany syntetycznie).
Barwnika tego używano do wyrobu atramentu (nazywanego też sepią), kredek i farb w XVIII i XIX w.
Stosowano go w technice akwarelowej (głównie jednobarwnej), oraz rysunkach wykonanych kredką lub piórkiem i lawowanych.

Sepią nazywano także rysunki wykonane tym barwnikiem i jednobarwne akwarele.